# Джек Ділан Грейзер
Джек Ділан Грейзер (англ. Jack Dylan Grazer; нар. 3 вересня 2003, Лос-Анджелес) — американський актор. Джек Ділан Грейзер виконав одну з головних ролей Едді Каспбрака в екранізаціях 2017 і 2019 років роману Стівена Кінга «Воно». Джек також знявся в комедійному серіалі CBS «Я, знову я і знову я» і втілив образи Фредді Фрімана в адаптації DC Comics «Шазам!» і Фрейзера Вілсона в підлітковому драматичному серіалі HBO — Sky Atlantic «Ми ті, хто ми є».

## Особисте життя
Джек Ділан Грейзер народився в Лос-Анджелесі, Каліфорнія, в сім'ї Анджели Лафевер і актора Гевіна Грейзера.
У липні 2021 року Грейзер зробив камінг-аут, сказавши, що він бісексуал під час прямого ефіру в Instagram.

## Акторська кар'єра
Дебютував як актор у 2014 році в серіалі Адама Скотта «Найбільше подія в історії телебачення». Широку популярність здобув у 2017 році завдяки одній з головних ролей у фільм Андреса Мускетті «Воно», знятий за однойменним романом Стівена Кінга. У 2019 виконав другорядну роль у фільмі «Шазам!». У 2020 році виконав головну роль 14-річного Фрейзера Вілсона в підлітковому мінісеріалі Луки Гуаданьїно і «HBO» «Ми ті, хто ми є».

## Публічний імідж
У 2018 році видання The Hollywood Reporter поставила Джека Ділана Грейзера на дванадцяте місце в списку тридцяти найголовніших і багатообіцяючих зірок Голлівуду молодше 18 років.

## Фільмографія
| Рік       |    | Українська назва                      | Оригінальна назва                             | Роль                                 |
| --------- | -- | ------------------------------------- | --------------------------------------------- | ------------------------------------ |
| 2014      | с  | Найбільша подія в історії телебачення | The Greatest Event in Television History      | син                                  |
| 2015      | с  | Піф-паф комедія                       | Comedy Bang! Bang!                            | Кайден Окерман                       |
| 2015      | ф  | Місто монстрів                        | Tales of Halloween                            | Джоуї Стрейнджер в дитинстві         |
| 2017      | ф  | Воно                                  | It                                            | Едді Каспбрак                        |
| 2017—2018 | с  | Я, знову я і знову я                  | Me, Myself & I                                | юний Алекс Райлі (13 епізодів)       |
| 2017      | ф  | Ваги: Русалки реальні                 | Scales: Mermaids Are Real                     | Адам Уілтсі                          |
| 2018      | ф  | Гарний хлопчик                        | Beautiful Boy                                 | 12-річний Нік Шефф                   |
| 2018      | с  | Просто немає слів                     | Speechless                                    | Рев (Епізод: "E-I-- EIGHTEEN")       |
| 2019      | с  | Робоцип                               | Robot Chicken                                 | Фредді Фріман (рекламний ролик)      |
| 2019      | ф  | Воно: Частина друга                   | It Chapter Two                                | юний Едді Каспбрак                   |
| 2019      | ф  | Шазам!                                | Shazam!                                       | Фредді Фрімен                        |
| 2020      | ф  | Нікому не кажи                        | Don’t Tell a Soul                             | Джоуї Чемблісс                       |
| 2020      | с  | Ми ті, хто ми є                       | We Are Who We Are                             | Фрейзер Вілсон (8 епізодів)          |
| 2021      | мф | Лука                                  | Luca                                          | Альберто Скорфано (озвучення)        |
| 2021      | мф | Щось не так з Роном                   | Ron's Gone Wrong                              | Барні (озвучення)                    |
| 2022      | мф | Бетмен і Супермен: Битва суперсинів   | Batman and Superman: Battle of the Super Sons | Джонатан Кент / Супербой (озвучення) |
| 2023      | ф  | Шазам! Лють Богів                     | Shazam! Fury of the Gods                      | Фредді Фрімен                        |
| 2024      | с  | Хроніки Спайдервіка                   | The Spiderwick Chronicles                     | Thimbletack (8 епізодів)             |

## Нагороди і номінації
| Рік  | Нагорода                      | Категорія                    | Робота | Результат | Прим.  |
| ---- | ----------------------------- | ---------------------------- | ------ | --------- | ------ |
| 2017 | Fright Meter Awards           | Best Supporting Actor        | «Воно» | Номінація | [ 7 ]  |
| 2018 | MTV Movie & TV Awards         | Best On-Screen Team          | «Воно» | Перемога  | [ 8 ]  |
| 2019 | Hollywood Critics Association | Next Generation of Hollywood | –      | Перемога  | [ 9 ]  |
| 2022 | Annie Awards                  | Best Voice Acting – Feature  | «Лука» | Номінація | [ 10 ] |